# Palacio presidencial de Tirana
El Palacio presidencial de Tirana (en albanés conocido simplemente como: Presidenca) es una residencia del gobierno en Tirana, capital del país europeo de Albania, utilizado habitualmente por el presidente Albanés como residencia oficial.
El Palacio Presidencial de Tirana fue construido como la Embajada de la Unión Soviética en la República Popular de Albania. Es un palacio soviético típico. Después de la caída del comunismo en Albania los Presidentes albaneses han utilizado el palacio como residencia principal.